# Julie Zogg
Julie Zogg (Walenstadt, 1º ottobre 1992) è una snowboarder svizzera, vincitrice di tre medaglie iridate e di due Coppe del Mondo di parallelo.

## Biografia
In Coppa del Mondo di snowboard ha esordito il 16 dicembre 2007 a Haute-Nendaz (33ª), ha ottenuto il primo podio il 15 gennaio 2012 a Bad Gastein (2ª) e la prima vittoria il 1º marzo 2015 a Asahikawa. Al termine della stagione 2014-15 ha conquistato sia la Coppa del Mondo generale di parallelo, sia la Coppa di specialità di slalom parallelo.
In carriera ha preso parte a due edizioni dei Giochi olimpici invernali, Soči 2014 (7ª nello slalom parallelo; 9ª nello slalom gigante parallelo) e Pyeongchang 2018 (6ª nello slalom gigante parallelo), e a quattro dei Campionati mondiali vincendo la medaglia d'oro nello slalom parallelo a Park City 2019 e a Bakuriani 2023, oltre al bronzo nel parallelo a squadre sempre nel 2023.

## Palmarès

### Mondiali
- 3 medaglie:
  - 2 ori (slalom parallelo a Park City 2019; slalom parallelo a Bakuriani 2023)
  - 1 bronzo (slalom parallelo a squadre a Bakuriani 2023)

### Mondiali juniores
- 8 medaglie:
  - 5 ori (slalom parallelo a Nagano 2009; slalom parallelo, slalom gigante parallelo a Valmalenco 2011; slalom parallelo, slalom gigante parallelo a Sierra Nevada 2012)
  - 3 argenti (slalom gigante parallelo a Nagano 2009; slalom parallelo, slalom gigante parallelo a Snow Park 2010)

### Festival olimpico della gioventù europea
- 1 medaglia:
  - 1 oro (slalom gigante parallelo a Szczyrk 2009)

### Coppa del Mondo
- Vincitrice della Coppa del Mondo di parallelo nel 2015 e nel 2023
- Vincitrice della Coppa del Mondo di slalom parallelo nel 2015, nel 2019, nel 2020, nel 2021, nel 2022 e nel 2023
- 37 podi:
  - 12 vittorie
  - 12 secondi posti
  - 13 terzi posti

#### Coppa del Mondo - vittorie
| Data             | Luogo         | Paese         | Disciplina |
| ---------------- | ------------- | ------------- | ---------- |
| 1º marzo 2015    | Asahikawa     | Giappone      | PSL        |
| 26 gennaio 2019  | Mosca         | Russia        | PSL        |
| 7 dicembre 2019  | Bannoye       | Russia        | PSL        |
| 25 gennaio 2020  | Piancavallo   | Italia        | PSL        |
| 22 febbraio 2020 | Pyeongchang   | Corea del Sud | PSL        |
| 7 febbraio 2021  | Bannoye       | Russia        | PSL        |
| 20 marzo 2021    | Berchtesgaden | Germania      | PSL        |
| 12 dicembre 2021 | Bannoye       | Russia        | PSL        |
| 12 marzo 2022    | Piancavallo   | Italia        | PSL        |
| 19 marzo 2022    | Berchtesgaden | Germania      | PSL        |
| 21 gennaio 2023  | Bansko        | Bulgaria      | PSL        |
| 22 gennaio 2023  | Bansko        | Bulgaria      | PSL        |

Legenda:

PSL = Slalom parallelo